# Panchaetes
Genre
Panchaetes est un genre d'acariens parasitiformes de la famille des Opilioacaridae.

## Distribution
Les espèces de ce genre se rencontrent en Afrique subsaharienne.

## Liste des espèces
- Panchaetes dundoensis Naudo, 1963
- Panchaetes papillosus (André, 1947)

## Publication originale
- Naudo, 1963 : Acariens Notostigmata de l'Angola. Publicações culturais da Companhia de Diamantes de Angola, vol. 63, p. 13-24.